# Familia criminal Morello
La familia criminal Morello (pronunciación en italiano: /moˈrɛllo/) fue una de las primeras familias criminales que se establecieron en los Estados Unidos y Nueva York. Los Morello estaban basados en el Harlem italiano de Manhattan y finalmente lograron el dominio de todo el bajo mundo ítalo-estadounidense en Nueva York al derrotar a sus rivales, los grupos de la camorra napolitana en Brooklyn. Ellos fueron los predecesores de lo que finalmente se conoció como la familia criminal Genovese.

## Historí

### De Corleone a los Estados Unidos
La familia Morello tiene sus orígenes en Corleone, Sicilia. En 1865, Calogero Morello se casó con Angelina Piazza quien dio a luz a dos niños: Giuseppe Morello (nacido el 2 de mayo de 1867) y Maria Morello-Lima (nacida c. 1869). Calogero Morello murió en 1872, y un año después Piazza se casó con Bernardo Terranova. El nuevo matrimonio tuvo cinco hijos: tres hijos, Vincenzo (nacido en 1886), Ciro (nacido en 1888), y Nicolo (nacido en 1890), y dos hijas, Lucia (nacida en 1877) y Salvatrice (nacida en 1880). Critchley menciona una posible tercera hermana de los Terranova, Rosalia Lomonte (nacida en 1892 - murió el 14 de octubre de 1915).
En 1892, Giuseppe Morello emigró a los Estados Unidos. El 8 de marzo de 1893, la familia de Giuseppe llegó a Nueva York incluyendo a su esposa Maria Rosa Marvalisi, su madre Angelina Piazza, su padrastro Bernardo Terranova y sus medio hermanos. Los Morello-Terranova vivieron un tiempo en Nueva York y luego se mudaron a Luisiana, luego Texas, y para 1896 regresaron a Nueva York.

### Pandilla de la calle 107
Los hermanos regresaron a Nueva York y se hicieron conocidos como la Pandilla de la calle 107 (llamada algunas veces como la pandilla Morello) dominando Harlem del Este, Manhattan y partes del Bronx. El aliado más fuerte de Giuseppe Morello era Ignazio Lupo, un gánster que controlaba Little Italy, Manhattan. El 23 de diciembre de 1903, Lupo se casó con la medio hermana de Morello, Salvatrice Terranova.
La alianza Morello-Lupo continuó prosperando en 1903 cuando el grupo empezó un anillo de falisificación con el poderoso mafioso siciliano Don Vito Cascio Ferro, imprimiendo billetes de 5 dólares en Sicilia e ingresándolos de contrabando a los Estados Unidos. Muchos de los asesinatos del barril, particularmente el de Giuseppe "Joe" Catania, Sr. (cuyo cuerpo fue encontrado en julio de 1902), se sospechan que fueron cometidos por los Morello, quienes empleaban varios miembros para la operación de falsificación.
El 13 de abril de 1903, el cuerpo de Benedetto Madonia, cuñado del informante de la policía Giuseppe DiPrimo (de Priemo), se encontró en un barril luego de haber sido brutalmente torturado. Un detective del Servicio Secreto de los Estados Unidos, que había estado investigando el anillo de falsificación, siguió la pista hasta un restaurante donde Madonia fue visto con el jefe Ignazio Lupo, junto con el asociado y sicario Tommaso "The Ox" Petto. El detective de Nueva York Joseph Petrosino luego confirmó la identidad de Madonia tras visitar a DiPrimo en Sing Sing. Una carta de Madonia buscando abandonar la organización fue encontrada en una revisión de su casa. Con esta evidencia, varios mafiosi fueron arrestados incluyendo a Morello, Lupo, Petto, y el dueño del restaurante Pietro Inzarillo, así como varios otros miembros. Sin embargo, los cargos fueron luego desestimados cuando los testigos cambiaron sus declaraciones.
La familia Morello había consolidado su control en el Alto Manhattan. Adicionalmente, el 15 de noviembre de 1909, la policía de Nueva York realizó una redada en un edificio que los Morello usaban en Highland, Nueva York, como una fachada para su operación de falsificación y recuperó una gran cantidad de billetes falsificados estadounidenses y canadienses. Luego de que se encontraran cartas de víctimas de la Mano Negra de Nueva Orleans, quince miembros de los Morello fueron arrestados incluyendo a los jefes Giuseppe Morello e Ignazio Lupo y el miembro Pasquale Vassi, quien estaba en posesión de $1,200 en dinero falsificado.
El juicio empezó el 26 de enero de 1910 y terminó el 19 de febrero con condenas para todos los acusados incluyendo a Morello y Lupo, quienes fueron sentenciados a pasar 30 y 25 años, respectivamente, en la Penitenciaría de los Estados Unidos, Atlanta.

### Guerra entre la Mafia y la Camorra
Con el arresto de Giuseppe Morello y Lupo, Nicholas "Nick" Terranova, el más joven de los tres hermanos Terranova tomó control de la familia con la ayuda de sus hermanos mayores Vincenzo and Ciro. La familia se vio envuelta en muchas actividades criminales desde Harlem del Este hasta Greenwich Village. Pronto abrieron el Venezia Restaurant que se convirtió en un lugar de encuentro popular para el bajo mundo de la ciudad.
Sin Joseph Morello y Lupo el Lobo en el mando, el poder de los Morello empezó a decaer. Durante este tiempo, Gaetano Reina, un capitán dentro de la familia, tomó ventaja de su estado deébil y se separó formando su propia familia mafiosa basada, principalmente, en el Bronx.  Nick Terranova hizo un esfuerzo para volver a unificar gran parte del bajo mundo ítalo estadounidense ante estos problemas. Sus esfuerzos de unificar a los mafiosi sicilianos y los camorristas napolitanos a inicios de los años 1910 no tuvieron éxito.
Durante este tiempo, los Morello se aliaron con poderosos hombres de negocio de Harlem del Este y camorristi, incluyendo a Giosue Gallucci, quien poseía conexiones políticas locales, y los hermanos Lamonti. Gaetano "Thomas" Lamonti y su hermano Fortunato "Charles" Lamonti eran conocidos como primos de los Morello y eran propietarios de una tienda de alimentos más abajo en la misma calle del famoso establo de la muerte propiedad de Ignazio Lupo. Luego del asesinato en 1914 de Charles Lamonti y el asesinato en 1915 de Gallucci, la alianza entre los Morello y los camorristi de Harlem del Este terminó. Los camorristi de Brooklyn hicieron planes para eliminar a los mafiosi de Manhattan.
A inicios de 1916, el jefe de la Camorra Pellegrino Morano y su teniente Vincenzo Paragallo empezaron a invadir el territorio de los Morello. Luego de seis meses de lucha, Morano ofreció una tregua para terminar el conflicto. El jefe mafioso Nick Morello aceptó ir a una reunión citada en un café de Navy Street propiedad del camorrista Alessandro Vollero. Sin embargo, tras su llegada el 7 de septiembre de 1916, Morello fue emboscado por cinco miembros de la camorra de Brooklyn y asesinado junto con su guardaespaldas Charles Ubriaco. Mientras la pérdida del principal líder de la familia Morello era un duro golpe a la Mafia, el jefe de la Camorra Pellegrino Morano fue rápidamente acusado de su asesinato luego de que dos miembros del grupo camorrista, Tony Notoro y Ralph Daniello, contactaron a la policía neoyorquina e implicaron a Morano y a Alessandro Vollero, revelando la guerra que existía entre las pandillas sicilianas y napolitanas. Tanto Morano como Vollero, luego de que se le negara la ayuda por parte del detective neoyorquino Michael Mealli, junto con los líderes remanentes de los camorristi fueron apresados por asesinato dando fin a la guerra entre la Mafia y la Camorra.

### Guerra de la familia Morello
La guerra entre la Mafia y la Camorra terminó en 1917 y los hermanos Terranova Vincenzo y Ciro mantuvieron el control de la familia. Muchos antiguos miembros de la camorra de Brooklyn se unieron a la familia Morello. Umberto Valenti fue uno de los nuevos miembros. Un año antes, en 1916, Giuseppe Masseria fue liberado de la prisión luego de cumplir tres años por robo de una casa de empeños del Bowery y se convirtió en un miembro principal en la familia. En 1918, Ciro Terranova fue juzgado por los asesinatos de los jefes de las apuestas ilegales Charles Lombardi y Joe DiMarco; el caso fue desestimado. En 1920, tanto Giuseppe Morello como Ignazio Lupo fueron liberados de la prisión y su antiguo capitán, ahora jefe mafioso en Manhattan, Salvatore D'Aquila, sintió que su poder estaba amenazado con su regreso y ordenó sus muertes.
Uno de los hombres de D'Aquila's, Umberto Valenti, también había enojado a su jefe y estaba bajo amenaza de muerte. Buscando amistarse con D'Aquila, Valenti mataría al antiguo capitán y actual aliado de los Morello Giuseppe Masseria cuyo poder crecía. Los primeros intentos fallaron y se inició la guerra. El 29 de diciembre de 1921, los hombres de Masseria mataron al aliado de Valenti Salvatore Muaro en Chrystie Street.  Entonces Valenti asesinó a Vincent Terranova matando en efecto a la cabeza de la familia Morello. El 8 de mayo de 1922, mientras Terranova estaba frente a su casa en la calle 116 y la Segunda Avenida, fue disparado por un pistolero en un carro en movimiento. Masseria ordenó a sus hombres a matar a Valenti y su guardaespaldas Silva Tagliagamba; ellos emboscaron a Valenti y Tagliabamba en el cruce de las calles Grand y Mulberry en Manhattan disparando a Tagliabamba. Valenti logró escapar. El 11 de agosto de 1922, los hombres de Masseria (supuestamente incluyendo a un joven Charlie Luciano) asesinaron a Valenti dando fin al conflicto. Masseria se convirtió en el jefe de la familia Morello y Giuseppe Morello se convirtió en su consejero.

## Liderazgo histórico

### Jefe
- 1890s–1909 — Giuseppe "the Clutch Hand" Morello — fundó la pandilla de la calle 107; apresado en 1909
- 1909–1916 — Nicholas "Nick Morello" Terranova — asesinado durante la guerra con la Camorra el 7 de septiembre de 1916
- 1916–1920 — Vincenzo "Vincent" Terranova — renunció y se mantuvo como subjefe
- 1920–1922 — Giuseppe "the Clutch Hand" Morello — renunció y se mantuvo como subjefe
- 1922–1931 — Giuseppe "Joe the Boss" Masseria — liberado bajo palabra en 1920, se convirtió en jefe en 1922

### Subjefe
- 1903–1909 — Ignazio "Lupo the Wolf" Lupo — apresado en 1910
- 1909–1916 — Vincenzo "Vincent" Terranova — se hizo jefe.
- 1916–1920 — Ciro "The Artichoke King" Terranova — renunció
- 1920–1922 — Vincenzo "Vincent" Terranova — asesinado el 8 de mayo de 1922
- 1922–1930 — Giuseppe "the Clutch Hand" Morello — asesinado el 15 de agosto de 1930

## Antiguos miembros
- Giuseppe Fanaro - fue un miembro de la familia y estuvo involucrado en el asesinato del barril de 1903.[5] En noviembre de 1913, Fanaro fue asesinado por miembros de las pandillas de Lomonte y de Alfred Mineo.[6]
- Eugene "Charles" Ubriaco - fue miembro de la familia Morello family, vivió en la calle 114 este.[4] Ubriaco fue arrestado en junio de 1915 por llevar un revólver y fue liberado bajo fianza. El 7 de septiembre de 1916, Ubriaco junto con Nicholas Morello se reunieron con la pandilla de Navy Street en Brooklyn y fueron asesinados en Johnson Street en Brooklyn.[4][7]
- Tommaso "The Ox" Petto